# Титаев, Иван Константинович
Иван Константинович Титаев (25 июня 1912 — 25 сентября 1967, Каменск-Уральский, Свердловская область) — металлург, старший мастер трубоволочильного цеха Синарского трубного завода. Герой Социалистического Труда (1958).

## Биография
Родился в 1912 году в крестьянской семье в одном из сельских населённых пунктов современной Воронежской области. До начала Великой Отечественной войны трудился на трубном заводе имени В. И. Ленина в Днепропетровске. В 1941 году в составе эвакуированного завода эвакуировался на Урал в город Каменск-Уральский. Участвовал в монтаже заводского оборудования Днепропетровского трубного завода, которое было введено в эксплуатацию через три месяца. В декабре 1941 года завод выпустил первую продукцию. За выдающиеся трудовые достижения ему было присвоено в 1942 году почётное звание «Рабочий 1-го класса». После войны остался в Каменске-Уральском, где работал на Синарском трубном заводе. В 1949 году назначен старшим мастером трубоволочильного цеха.
Коллектив, которым руководил Иван Титаев, ежегодно перевыполнял производственные задания. В 1958 году на участке Ивана Титаева были установлены три новых стана ХТП-75, в результате чего значительно возросла производительность труда. Задания Шестой пятилетки (1956—1960) были выполнены досрочно за два года. За это время коллективом Ивана Титаева было произведено 20 миллионов сверхплановых метров труб. Указом Президиума Верховного Совета СССР от 19 июля 1958 года за выдающиеся успехи, достигнутые в деле развития чёрной металлургии удостоен звания Героя Социалистического Труда с вручением ордена Ленина и золотой медали «Серп и Молот».
После выхода на пенсию проживал Каменске-Уральском.
Скончался 25 сентября 1967 года. Похоронен на Ивановском кладбище Каменска-Уральского.

## Награды
- Орден Ленина
- Орден Трудового Красного Знамени (14.11.1951)
- Орден «Знак Почёта» (31.03.1945)
- Медаль «За трудовую доблесть» — дважды (1946; 05.05.1949)